# تپه آسیاب عالم‌آباد
تپه آسیاب عالم آباد مربوط به دوران پیش از تاریخ ایران باستان - است و در شهرستان دورود، بخش سیلاخور، روستای عالم آباد واقع شده و این اثر در تاریخ ۲۴ اسفند ۱۳۸۳ با شمارهٔ ثبت ۱۱۷۰۲ به‌عنوان یکی از آثار ملی ایران به ثبت رسیده است.